# Strömsund
Ne doit pas être confondue avec la commune de Strömsund, qui l'englobe.

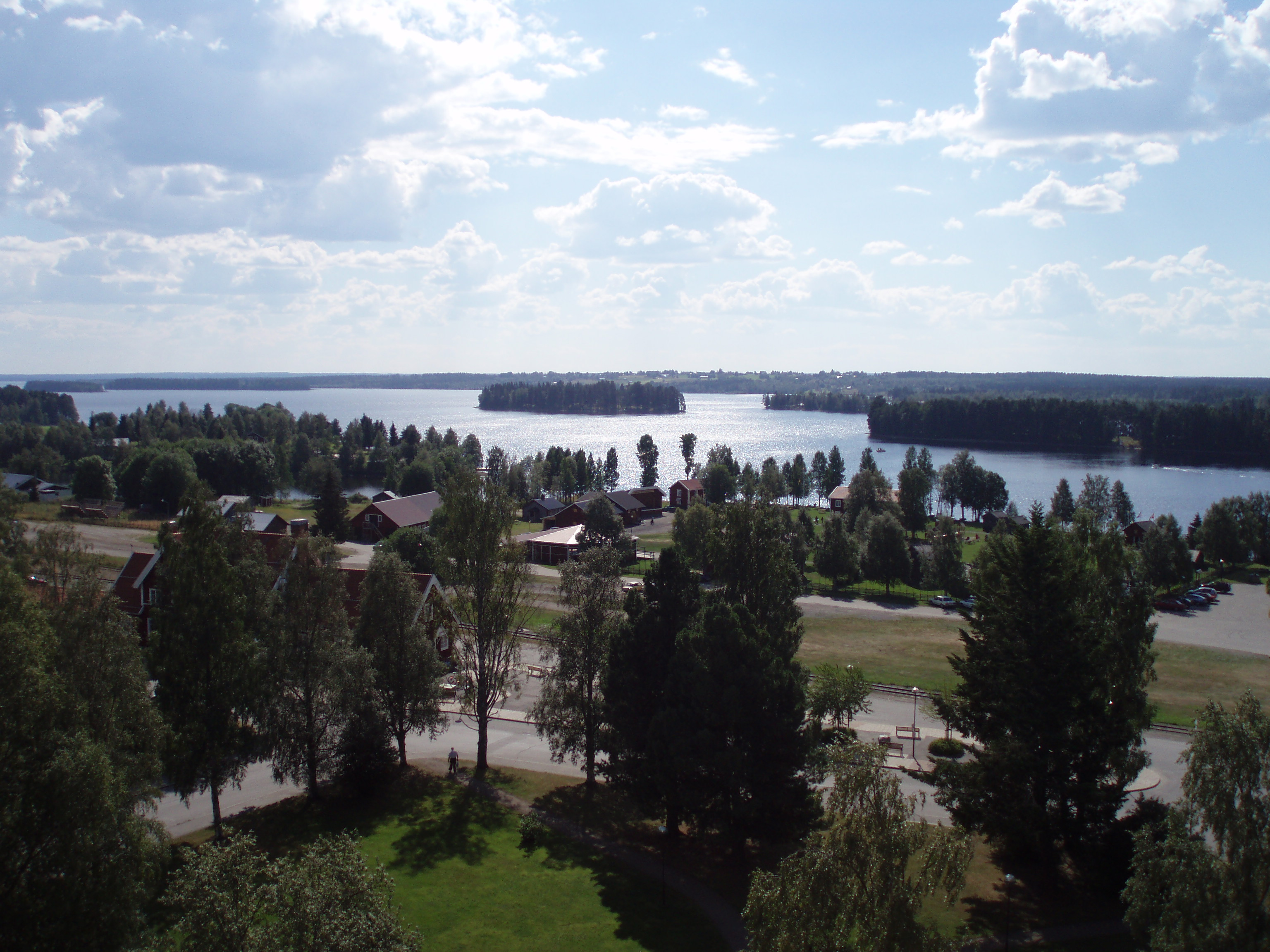
Vue sur le lac Ströms Vattudal depuis Strömsund, où s'est déroulé le tournage de Dunderklumpen.

Strömsund est une localité suédoise de la commune homonyme, située dans le comté de Jämtland. Elle compte 3 589 habitants en 2010. Le film suédois Dunderklumpen y a été tourné en 1974, ce à quoi la localité doit sa célébrité.